# Short track na Zimních olympijských hrách 1994
Short track na Zimních olympijských hrách 1994 uvádí přehled medailových umístění v jednotlivých disciplínách short tracku na Zimních olympijských hrách 1994.

## Přehled medailí
| Pořadí | Země                         | Zlato | Stříbro | Bronz | Celkově |
| ------ | ---------------------------- | ----- | ------- | ----- | ------- |
| 1.     | Jižní Korea (KOR)            | 4     | 1       | 1     | 6       |
| 2.     | Spojené státy americké (USA) | 1     | 1       | 2     | 4       |
| 3.     | Itálie (ITA)                 | 1     | 1       | 0     | 2       |
| 4.     | Kanada (CAN)                 | 0     | 2       | 1     | 3       |
| 5.     | Čína (CHN)                   | 0     | 1       | 0     | 1       |
| 6.     | Velká Británie (GBR)         | 0     | 0       | 1     | 1       |
| 7.     | Austrálie (AUS)              | 0     | 0       | 1     | 1       |
|        | Celkem                       | 6     | 6       | 6     | 18      |

## Medailisté

### Muži
| Disciplína                   | Zlato                                                                              | Výkon    | Stříbro                                                                           | Výkon    | Bronz                                                                                 | Výkon    |
| ---------------------------- | ---------------------------------------------------------------------------------- | -------- | --------------------------------------------------------------------------------- | -------- | ------------------------------------------------------------------------------------- | -------- |
| 500 m                        | Čche Či-hun · Jižní Korea (KOR)                                                    | 43.45    | Mirko Vuillermin · Itálie (ITA)                                                   | 43.47    | Nicky Gooch · Velká Británie (GBR)                                                    | 43.68    |
| 1000 m                       | Kim Ki-hun · Jižní Korea (KOR)                                                     | 1:32.375 | Čche Či-hun · Jižní Korea (KOR)                                                   | 1:32.428 | Marc Gagnon · Kanada (CAN)                                                            | 1:32.661 |
| Štafeta 5000 m (4 x 1 250 m) | Itálie (ITA) · Maurizio Carnino · Orazio Fagone · Hugo Herrnhof · Mirko Vuillermin | 7:11.74  | Spojené státy americké (USA) · Randy Bartz · John Coyle · Eric Flaim · Andy Gabel | 7:13.37  | Austrálie (AUS) · Steven Bradbury · Kieran Hansen · Andrew Murtha · Richard Nizielski | 7:13.68  |

### Ženy
| Disciplína                 | Zlato                                                                     | Výkon   | Stříbro                                                                                 | Výkon   | Bronz                                                                                             | Výkon   |
| -------------------------- | ------------------------------------------------------------------------- | ------- | --------------------------------------------------------------------------------------- | ------- | ------------------------------------------------------------------------------------------------- | ------- |
| 500 m                      | Cathy Turnerová · Spojené státy americké (USA)                            | 45.98   | Zhang Yanmei · Čína (CHN)                                                               | 46.44   | Amy Peterson · Spojené státy americké (USA)                                                       | 46.76   |
| 1000 m                     | Čon I-kjong · Jižní Korea (KOR)                                           | 1:36.87 | Nathalie Lambert · Kanada (CAN)                                                         | 1:36.97 | Kim So-Hee · Jižní Korea (KOR)                                                                    | 1:37.09 |
| Štafeta 3000 m (4 x 750 m) | Jižní Korea (KOR) · Čon I-kjong · Kim So-Hee · Kim Yun-Mi · Won Hye-Kyung | 4:26.64 | Kanada (CAN) · Christine Boudrias · Isabelle Charest · Sylvie Daigle · Nathalie Lambert | ???     | Spojené státy americké (USA) · Karen Cashman · Amy Peterson · Cathy Turnerová · Nikki Ziegelmeyer | ???     |